# Nekrolog 1533
Nekrolog
◄◄
| ◄
| 1529
| 1530
| 1531
| 1532
| 1533 | 1534 | 1535 | 1536 | 1537 | ► | ►►
Weitere Ereignisse | Allgemeiner Nekrolog 1533
Die Beschreibung der verstorbenen Person sollte so kurz wie möglich gehalten sein und nur deren signifikante Tätigkeit(en) enthalten.
Neue Namen ggf. auch unter dem Geburts- und Sterbedatum, also etwa unter 1. Januar und im Geburts- und Sterbejahr (2024) eintragen (nur bei entsprechender großer Wichtigkeit). Für Beispiele siehe die schon vorhandenen Artikel.
Außerdem über die fünf zuletzt Verstorbenen, zu denen es einen ausreichend guten Artikel für eine Präsentation auf der Hauptseite gibt, nach der todesbedingten Überarbeitung der Artikel ggf. auch unter Wikipedia Diskussion:Hauptseite informieren und sie am besten auch in den anderen Wikipedia-Sprachversionen eintragen. Tipp: Regelmäßig bei news.google.de nach „ist tot“, „gestorben“ oder „verstorben“ suchen.
Wenn eine Person gestorben ist, gibt es viele Seiten zu dieser Person in der Wikipedia, die davon auch betroffen sind und entsprechend aktualisiert werden müssen. Beispiele: Namenübersichtsseite, Geburtsjahr, Geburtsort-Seiten und viele mehr.
Wie finde ich die betroffenen Seiten?
Im Suchfeld auf der linken Seite gibt man den Suchbegriff so ein: „Vorname Nachname“. Dann klickt man auf Volltext und alle Seiten mit entsprechendem Suchtext werden aufgerufen. Hier sieht man dann schnell, wo auch das Todesjahr Sinn macht oder sogar ein Teil des Artikels angepasst werden muss. Auch hilft das „Werkzeug“ auf der linken Seite sehr gut, um solche Seiten aufzufinden: „Links auf diese Seite“. Somit ist die Wikipedia wieder aktuell in allen Bereichen! Hinweis: bei Eintragung der Kategorie „Gestorben JAHR“ wird der Missbrauchsfilter 49 ausgelöst, was jedoch nicht schlimm ist. Siehe: Spezial:Missbrauchsfilter/49
Dies ist eine Liste von im Jahr 1533 verstorbenen bekannten Persönlichkeiten. Die Einträge erfolgen innerhalb der einzelnen Daten alphabetisch sortiert. Tiere sind im Nekrolog für Tiere zu finden.

## Januar
| Tag        | Name        | Beruf, bekannt als                                                   | Alter | Beleg |
| ---------- | ----------- | -------------------------------------------------------------------- | ----- | ----- |
| 31. Januar | Jakob Köbel | Stadtschreiber, Buchdrucker, Verleger, mathematischer Schriftsteller |       |       |

## Februar
| Tag        | Name            | Beruf, bekannt als                                        | Alter | Beleg |
| ---------- | --------------- | --------------------------------------------------------- | ----- | ----- |
| 8. Februar | Juan de Ampiés  | spanischer Offizier, Gründer der Stadt Coro               |       |       |
| Februar    | Matthäus Beskau | deutscher katholischer Theologe und Rechtswissenschaftler |       |       |

## März
| Tag      | Name                             | Beruf, bekannt als               | Alter | Beleg |
| -------- | -------------------------------- | -------------------------------- | ----- | ----- |
| 15. März | Jan Pašek z Vratu                | Prager Bürgermeister (1518–1524) |       |       |
| 19. März | John Bourchier, 2. Baron Berners | englischer Adliger und Politiker |       |       |

## April
| Tag       | Name                 | Beruf, bekannt als                                                          | Alter | Beleg |
| --------- | -------------------- | --------------------------------------------------------------------------- | ----- | ----- |
| 10. April | Friedrich I.         | König von Dänemark und Norwegen sowie Herzog von Schleswig-Holstein-Gottorf | 61    |       |
| 19. April | Reinhard von Rüppurr | Bischof von Worms                                                           |       |       |

## Mai
| Tag     | Name                       | Beruf, bekannt als                                                 | Alter | Beleg |
| ------- | -------------------------- | ------------------------------------------------------------------ | ----- | ----- |
| 19. Mai | Siegmund von Dietrichstein | österreichischer Offizier und Gefolgsmann Kaiser Maximilians I.    | 49    |       |
| 31. Mai | Ambrosius Ehinger          | deutscher Konquistador und der erste Statthalter von Klein-Venedig |       |       |

## Juni
| Tag      | Name                     | Beruf, bekannt als                                                     | Alter | Beleg |
| -------- | ------------------------ | ---------------------------------------------------------------------- | ----- | ----- |
| 9. Juni  | Sebastian Hofmeister     | reformierter Theologe und Reformator                                   |       |       |
| 20. Juni | Konrad Sam               | deutscher Theologe und Reformator                                      |       |       |
| 25. Juni | Hans Imer von Gilgenberg | deutscher Ritter, Bürgermeister von Basel und Statthalter in Ensisheim |       |       |
| 25. Juni | Mary Tudor               | Königin von Frankreich                                                 | 37    |       |

## Juli
| Tag     | Name               | Beruf, bekannt als                                                 | Alter | Beleg |
| ------- | ------------------ | ------------------------------------------------------------------ | ----- | ----- |
| 4. Juli | John Frith         | englischer protestantischer Priester und Märtyrer                  |       |       |
| 6. Juli | Ludovico Ariosto   | italienischer Dichter der Renaissance                              | 58    |       |
| 9. Juli | Gerhard von Lenten | Ratsherr der Hansestadt Lübeck                                     |       |       |
| 9. Juli | Hans von Werthern  | deutscher Ritter, Geheimer Rat der regierenden Herzöge von Sachsen | 90    |       |

## August
| Tag        | Name                    | Beruf, bekannt als                                            | Alter | Beleg |
| ---------- | ----------------------- | ------------------------------------------------------------- | ----- | ----- |
| 3. August  | Johannes II. Leiterbach | deutscher Zisterzienserabt                                    |       |       |
| 4. August  | Lambrecht Slagghert     | deutscher Franziskaner und Chronist                           |       |       |
| 16. August | Diego Ribero            | spanischer Kartograf und Entdecker portugiesischer Abstammung |       |       |
| 20. August | Ewald von der Osten     | pommerscher Ritter und fürstlicher Landrat                    |       |       |
| 29. August | Atahualpa               | Herrscher des Inkareiches                                     |       |       |

## September
| Tag           | Name                            | Beruf, bekannt als                                               | Alter | Beleg |
| ------------- | ------------------------------- | ---------------------------------------------------------------- | ----- | ----- |
| 9. September  | Thomas Fiennes, 8. Baron Dacre  | englischer Peer und Politiker                                    |       |       |
| 17. September | Philipp I.                      | Markgraf von Baden                                               | 53    |       |
| 20. September | Nicolas Champion                | franko-flämischer Komponist, Sänger und Kleriker der Renaissance |       |       |
| 20. September | Antonio Maria Ciocchi del Monte | italienischer Kardinal                                           |       |       |

## Oktober
| Tag         | Name                               | Beruf, bekannt als                                          | Alter | Beleg |
| ----------- | ---------------------------------- | ----------------------------------------------------------- | ----- | ----- |
| 8. Oktober  | Henning Swyn                       | Ratsherr in Lunden in der Bauernrepublik Dithmarschen       |       |       |
| 10. Oktober | Adam Grevenstein                   | Offizial und Generalvikar des Erzbistums Köln               |       |       |
| 10. Oktober | Severin von Sachsen                | Prinz von Sachsen aus der albertinischen Linie der Wettiner | 11    |       |
| 11. Oktober | David Divessen                     | Ratsherr der Hansestadt Lübeck                              |       |       |
| 16. Oktober | Gianfrancesco Pico della Mirandola | italienischer Philosoph                                     |       |       |
| Oktober     | Johann Eberlin von Günzburg        | deutscher Theologe                                          |       |       |

## November
| Tag          | Name           | Beruf, bekannt als                      | Alter | Beleg |
| ------------ | -------------- | --------------------------------------- | ----- | ----- |
| 17. November | Hans Wertinger | deutscher Maler, Zeichner und Glasmaler |       |       |

## Dezember
| Tag          | Name             | Beruf, bekannt als                      | Alter | Beleg |
| ------------ | ---------------- | --------------------------------------- | ----- | ----- |
| 4. Dezember  | Wassili III.     | Großfürst von Moskau                    | 54    |       |
| 14. Dezember | Christian Döring | deutscher Verleger der Reformationszeit |       |       |

## Datum unbekannt
| Tag | Name                           | Beruf, bekannt als                                               | Alter | Beleg |
| --- | ------------------------------ | ---------------------------------------------------------------- | ----- | ----- |
|     | Lodovica Albertoni             | Franziskaner-Tertiarin und Mystikerin                            |       |       |
|     | Hans Behaim der Jüngere        | Nürnberger Kanonen- und Glockengießer                            |       |       |
|     | Hans Sittich von Berlepsch     | deutscher Ritter                                                 |       |       |
|     | Borommaracha IV.               | König des Reiches Ayutthaya                                      |       |       |
|     | Chaitanya                      | indischer Mystiker und Ekstatiker                                |       |       |
|     | Cornelis Engelbrechtsen        | niederländischer Maler                                           |       |       |
|     | Jacob Cornelisz. van Oostsanen | niederländischer Maler                                           |       |       |
|     | Marx Sittich von Ems           | deutsch-österreichischer Landsknechtsführer                      |       |       |
|     | Túpac Huallpa                  | vierzehnter Inka-Herrscher                                       |       |       |
|     | Lucas van Leyden               | holländischer Maler und Kupferstecher der Renaissance            |       |       |
|     | Franz Maidburg                 | Bildhauer der Spätgotik und der Frührenaissance                  |       |       |
|     | Meister von Frankfurt          | belgischer Maler                                                 |       |       |
|     | Duarte Pacheco Pereira         | portugiesischer Seefahrer, Astronom und Geograph                 |       |       |
|     | Hermann Plönnies               | Bürgermeister der Hansestadt Lübeck                              |       |       |
|     | Johannes Ruysch                | niederländischer Kartograph, Astronom, Buchillustrator und Maler |       |       |
|     | Veit Stoß                      | deutscher Bildhauer und Schnitzer                                |       |       |
|     | Geoffroy Tory                  | französischer Buchdrucker, Gelehrter, Dichter und Übersetzer     |       |       |
|     | Heinrich Wylsynck              | deutscher Maler und Bildschnitzer                                |       |       |
|     | Abraham Judaeus Bohemus        | jüdischer Bankier und Steuereintreiber                           |       |       |